# تشارلز توماس ستيرنز
تشارلز توماس ستيرنز هو سياسي أمريكي، ولد في 9 يناير 1807، وتوفي في 22 مايو 1898.